# Biserica Acoperământul Maicii Domnului din Căbăiești
Biserica Acoperământul Maicii Domnului este un edificiu religios creștin-ortodox amplasat în partea de sud a satului Căbăiești din raionul Călărași. Este un monument de arhitectură de importanță națională, inclus în Registrul monumentelor ocrotite de stat din Republica Moldova. Conform Registrului, datează de la sfârșitul secolului al XIX-lea.